# Északi méh

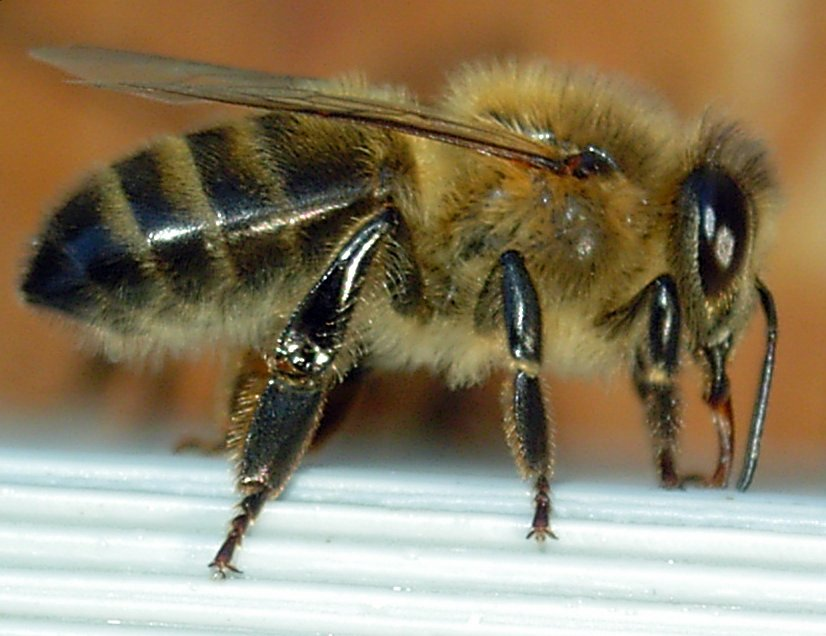
Északi méh dolgozója profilból

Az északi méh, más néven sötét európai méh a házi méh egy fajtája. Az Alpoktól északra és nyugatra, Ausztriától a Skandináv-félszigetig és a brit szigetekig őshonos, de Magyarország északi területein is jelen van. Ezen a nagy területen több tájfajtája is kialakult, beszélhetünk német, francia, angol méhről. Több országban, mint Svájcban, Franciaországban, Belgiumban, Dániában, Norvégiában, Svédországban, Írországban, Angliában (Egyesült Királyság), Tirolban (Ausztria), Lengyelországban még élnek tiszta állományai, Németországban inkább a hegyvidékeken maradt meg.
Ma már csak kevés helyen használják kereskedelmi termelésre; jobbára hobbiméhészetek tartják.
A fajta tenyésztőit a  Societas Internationalis pro Conservatione Apis mellifera melliferae fogja össze.

## Története

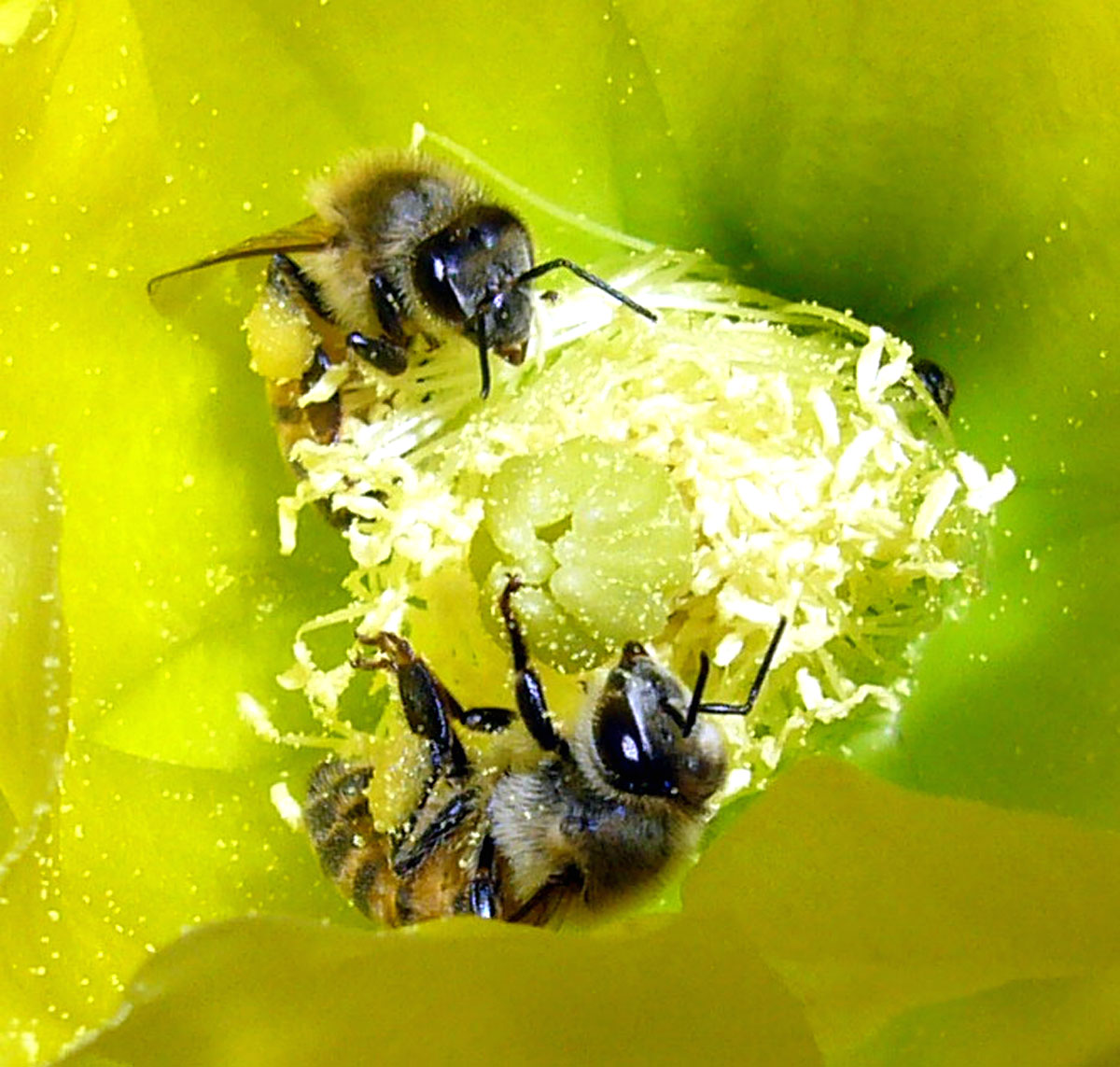
Sárga hódfarkú fügekaktuszról virágport gyűjtő északi méhek a kaliforniai High Desertben

A gyarmatosítás idején betelepítették Észak-Amerikába. A 19. század közepétől teret veszít Európában a krajnai méh, Észak-Amerikában az olasz méh terjedése miatt. Utódai más fajtákkal elkeveredve még ma is élnek vadon Arkansas, Louisiana, Mississippi, Oklahoma és Missouri államokban.
Nagy-Britannia és Franciaország nagy részén a Buckfast méh váltotta fel, de a majdnem kihalt angol méh hibridjei még ma is élnek vadon. Németországban a nácik a saját fajelméletükre rácáfolva az őshonos német méhet keresztezték a Buckfast és a krajnai méhhel a termésátlagok növelése érdekében. Az eredmény egy jól termelő, de gyenge immunrendszerű, nehezen kezelhető, vad méh lett, amit a második világháború után a legtöbb helyen lecseréltek a krajnai méhre. Ez a méh még ma is él vadon Németországban és Ausztriában.
2004-ben a leutstetteni lóval együtt a Gesellschaft zur Erhaltung alter und gefährdeter Haustierrassen (GEH) az év veszélyeztetett haszonállatává választotta. 2014-ben rezervátumot rendeztek be számára a Hebridákhoz tartozó Colonsay és Oronsay sziogeteken 50 családdal. Itt más méhfajtát nem szabad tartani, hogy megőrizzék a fajtisztaságot.  Ezeken a szigeteken nincs nozéma, költésrothadás vagy ázsiai méhatka.

## Tájfajtái

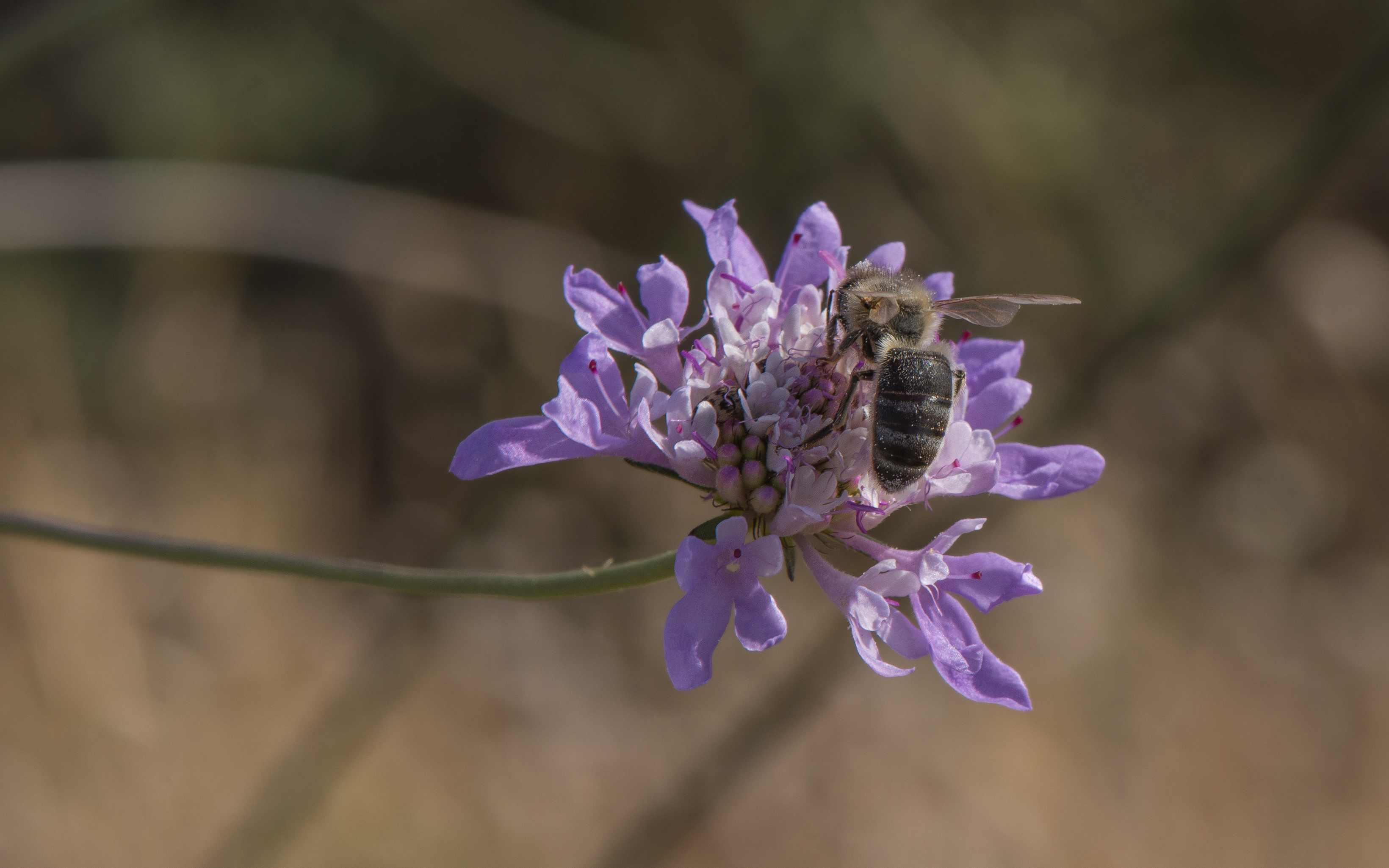
A Scabiosa atropurpurea virágán Sète mellett

- Közép-európai méh: a német, az angol és a francia méh. Viszonylag nyugodt.
- Nyugat-európai méh: holland méhnek is nevezik. Ideges, lefut a keretről, vagy felszáll.
- Pusztai vagy lüneburgi méh: ingerlékeny, rajzásra hajlamos. A Lüneburgi hátságon, a Skandináv-félszigeten és Hollandiában található.
- Dunavidéki méh: úgy is nevezik, mint alsó-ausztriai, vagy Duna vidéki méh. Magyarországon is megtalálható. Nyugodt, nem túlzottan rajzó. Gyakran a potroh elülső részén egy-két gyűrű, vagy nagy része vörösesbarna.
- Orosz méh
- Ukrán méh: kisebb termetű, hosszabb végtagú. Szárnya és nyelve is hosszabb.

## Megjelenése

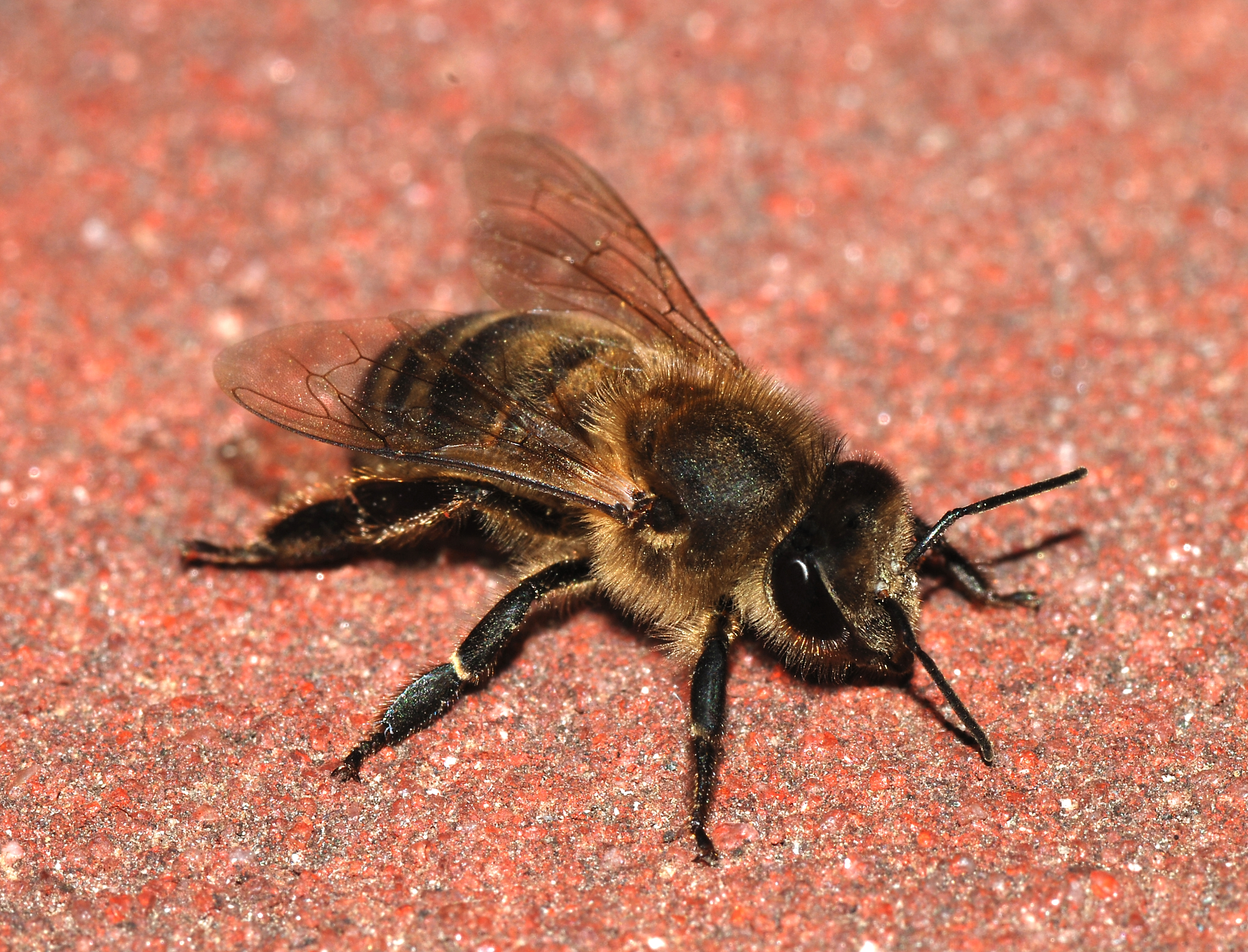
Északi méh dolgozó felülnézetből

Nagy termetű, fekete páncélú, rövid végtagú. Fekete méhnek is nevezik. Potrohának szőrzete gyér, csaknem csupasz. Szőröve keskeny, sárga vagy barna. Viasztükrének alsó határa egyenes. Nyelve rövid. Kubitális indexe alacsony.
A vadabb hibridek potrohán gyakran világos csíkok láthatók.

## Viselkedése
- Jól telel
- Jól bírja a hideg vagy változékony időjárást
- Nem rabol
- Hosszú életű
- Egyes tájfajtái és vonalai szelídek, mások vadak, idegesek, lefutnak a keretről, vagy felszállnak kezelés közben
- A vadabb vonalak és tájfajták gyakran már csak azért is megcsípik az embert, ha megközelíti a kaptárt
- Sok virágport gyűjt
- Jó egészség[5]
- Észak-Amerikában vadon is él néhány hibrid család a Varroa atka megérkezése után is

## Fordítás
- Ez a szócikk részben vagy egészben  a   Dunkle Europäische Biene című német Wikipédia-szócikk fordításán alapul.  Az eredeti cikk szerkesztőit annak laptörténete sorolja fel. Ez a jelzés csupán a megfogalmazás eredetét és a szerzői jogokat jelzi, nem szolgál a cikkben szereplő információk forrásmegjelöléseként.
- Ez a szócikk részben vagy egészben  az   European dark bee című angol Wikipédia-szócikk fordításán alapul.  Az eredeti cikk szerkesztőit annak laptörténete sorolja fel. Ez a jelzés csupán a megfogalmazás eredetét és a szerzői jogokat jelzi, nem szolgál a cikkben szereplő információk forrásmegjelöléseként.